# Builders École d’ingénieurs
Builders École d’ingénieurs, fondée sous le nom d’École supérieure d'ingénieurs des travaux de la construction de Caen (ESITC) est l'une des 204 écoles d'ingénieurs françaises accréditées au 1er septembre 2020 à délivrer un diplôme d'ingénieur.
L'école est créée en 1993. Située à Caen, avec un campus supplémentaire à Lyon depuis 2021. Elle forme en cinq ans des ingénieurs spécialisés dans le BTP.

## Histoire
L’ESITC Caen a été créée en 1993, à l'initiative des professionnels du BTP et avec le soutien des collectivités locales. Elle est autonome depuis 1996.
Depuis 2016, elle fait partie des établissements d'enseignement supérieur privés français reconnus d'intérêt général par l'État (label EESPIG).
En 2022, elle prend le nouveau nom de Builders École d’ingénieurs.

## Formations
L'accès en classe préparatoire intégrée de l'école d'ingénieurs est possible avec un baccalauréat scientifique ou baccalauréat technologique STI2D option Architecture et Construction. Il est également possible d'entrer à l'ESITC Caen à partir de la troisième année après une classe préparatoire scientifique, avec un diplôme universitaire de technologie en génie civil ou un BTS travaux publics ou bâtiment.
Au cours de la formation, les stages représentent un tiers du temps de la scolarité.
L'école a diplômé en 2019 :
- 89 élèves sous statut d'étudiant
- 14 élèves sous statut d'apprenti (en alternance enseignement/entreprise)[5].

Les femmes représentent 25% de l'effectif des étudiants.
Une formation continue est également proposée.

## Recherche
Créé fin 1993, le laboratoire de recherche de l’ESITC Caen a été inauguré en janvier 1994. Les thématiques de recherche sont axées notamment sur les matériaux et éco-matériaux de construction en prenant en compte leur impact environnemental (au même titre que leurs performances mécanique, thermique et/ou acoustique).
Plusieurs thématiques sont couvertes :
- géotechnique environnementale, concerne le traitement et la valorisation des matériaux inutilisables en l’état, tels que les sédiments de dragage et les sols ;
- matériaux et éco-construction, concerne le développement de matériaux et d’éco-matériaux, généralement à base de matrices cimentaires ;
- Énergie et Environnement, prise en compte des performances énergétiques et environnementales des matériaux ;
- Infrastructures Marines, adaptation des matériaux de construction à l’environnement marin.

### Canal à houle
En 2018, est implanté dans l'école un canal à houle. Il est le fruit d'un partenariat avec le Centre d'études et d'expertise sur les risques, l'environnement, la mobilité et l'aménagement (CEREMA) et deux directions du ministère de la Transition écologique et solidaire (la direction générale de la Prévention des risques et la direction générale des Infrastructures et des transports et de la mer).
Long de 40 m et d'une profondeur de 1,50 m, cet équipement permet de tester à grande échelle l'impact de la houle sur les équipements côtiers (digues, jetées, protection du littoral, etc.).

## Localisation
L'école est construite sur le campus 2 de Caen à Épron. 
Une extension des locaux de plus de 3 710 m2 est inaugurée le 8 septembre 2016, portant la superficie totale de l'école à 7 350 m2.
Un nouveau site est ouvert à Lyon en septembre 2021. Il est hébergé dans un premier temps par l'École nationale des travaux publics de l'État à Vaulx-en-Velin.
En octobre 2023, l'école dévoile le projet d'extension de son campus caennais (restauration du bâtiment existant et ajout de 3 102 m2 supplémentaires). La livraison du nouveau bâtiment, dont les travaux doivent commencer en 2025, est prévue pour la rentrée 2026. Ce projet doit permettre à l'école d'accueillir 1000 élèves.